# Sekai Manga (Venezuela)
El congreso Sekai Manga fue una convención de entretenimiento y cómics desarrollada anualmente en la ciudad de Barqusimeto, Estado Lara, Venezuela. este congreso de cómics y animes japoneses se considera uno de los más grandes de Barquisimeto y del centro occidente del país hasta el año de 2018.
El Sekai manga fue creado por Gabriel Merlo, y su nombre en español significa "Mundo de Historieta". Es considerado[¿según quién?] un congreso de manga, anime e ilustración, de exhibición de productos y servicios, organizados con el objetivo de dar a conocer más la ilustración y animación en todo el país, tomando como ejemplo Japón.[cita requerida]

## Ediciones realizadas
| Edición del Congreso      | Fecha                        | Lugar                              | Invitado                              |
| ------------------------- | ---------------------------- | ---------------------------------- | ------------------------------------- |
| 1.er Congreso Sekai Manga | 18 y 19 de diciembre de 2008 | Cámara de comercio de Barquisimeto | ???                                   |
| 2.º Congreso Sekai Manga  | 17 y el 18 de julio de 2009  | Cámara de comercio de Barquisimeto | ??                                    |
| 3.º Congreso Sekai Manga  | ??                           | ??                                 | ??                                    |
| 4.º Congreso Sekai Manga  | Julio de 2010                | ??                                 | Mario Castañeda y René García Miranda |
| 5.º Congreso Sekai Manga  | ??                           | ??                                 | José Manuel Vieira                    |
| 6.º Congreso Sekai Manga  | 19 y 20 de agosto de 2011    | Cámara de Comercio de Barquisimeto | Humberto Vélez                        |
| 7.º Congreso Sekai Manga  | 16 y 17 de diciembre de 2011 | Cámara de comercio de Barquisimeto | Eduardo Garza                         |
| 8.º Congreso Sekai Manga  | ??                           | ??                                 | Patricia Acevedo                      |
| 9.º Congreso Sekai Manga  | 2 al 4 de agosto de 2013     | Hotel Lidotel Barquisimeto         | Jesús Barrero                         |
| 10.º Congreso Sekai Manga | 15 al 17 de agosto de 2014   | Hotel Lidotel Barquisimeto         | Alexander Páez y Hermes Camelo        |
| 11.º Congreso Sekai Manga | 21 al 23 de agosto de 2015   | Grand Salón Versalles              | Enzo Fortuny                          |
| 12.º Congreso Sekai Manga | 27 al 29 de agosto de 2016   | Hotel Trinitarias Suites           | Gabo Ramos                            |
| 13.º Congreso Sekai Manga | 25 al 27 de agosto de 2017   | Hotel Trinitarias Suites           | No hubo                               |
| Skm+18                    | 10 de febrero de 2018        | Hotel Trinitarias Suites           | No hubo                               |